# Greg Strobel
Greg Strobel (Terry, Montana, 1952. augusztus 17. – Villas, New Jersey, 2020. október 8.) amerikai birkózó és birkózóedző, 1995 és 2008 között a Lehigh Mountain Hawks vezetőedzője.

## Pályafutása
Az oregoni Scappoose-ban nőtt fel. Két NCAA-bajnokságot nyert és háromszor kapta meg az All-America elismerést; összesített eredménye 126–8–1.
Az Oregon State Beavers edzőhelyettese, a Roseburg High School vezetőedzője, a nemzeti birkózócsapat tisztviselője és magánedző volt. 1995-től 2008-ig a Lawrence White birkózó-vezetőedző címen a Lehigh Mountain Hawks munkatársa volt. Öt EIWA-bajnokságot nyertek.
199-ban az Oregoni Állami Egyetem dicsőségcsarnoka, 2012-ben a National Wrestling Hall of Fame, 2016-ban pedig az Oregon Sports Hall of Fame tagja lett.

## Fordítás
- Ez a szócikk részben vagy egészben  a   Greg Strobel című angol Wikipédia-szócikk ezen változatának fordításán alapul.  Az eredeti cikk szerkesztőit annak laptörténete sorolja fel. Ez a jelzés csupán a megfogalmazás eredetét és a szerzői jogokat jelzi, nem szolgál a cikkben szereplő információk forrásmegjelöléseként.